# Byseň
Byseň je malá vesnice, část obce Tuřany v okrese Kladno ve Středočeském kraji. V roce 2011 zde trvale žilo padesát obyvatel. Dříve tato vesnice patřila vladykům z Bysně.

## Historie
První písemná zmínka o vesnici pochází z roku 1316.

## Obyvatelstvo
| Rok            | 1869 | 1880 | 1890 | 1900 | 1910 | 1921 | 1930 | 1950 | 1961 | 1970 | 1980 | 1991 | 2001 | 2011 | 2021 |
| -------------- | ---- | ---- | ---- | ---- | ---- | ---- | ---- | ---- | ---- | ---- | ---- | ---- | ---- | ---- | ---- |
| Počet obyvatel | 189  | 181  | 191  | 227  | 226  | 182  | 145  | 83   | 89   | 84   | 63   | 38   | 40   | 50   | 67   |
| Počet domů     | 17   | 18   | 18   | 18   | 18   | 21   | 22   | 21   | 21   | 18   | 16   | 19   | 20   | 21   | 25   |

## Obecní správa
Při sčítání lidu v letech 1850–1979 Byseň byla samostatnou obcí, se kterým patřila nejprve do okresu Slaný, ale od roku 1960 v okrese Kladno. Od 1. ledna 1980 je částí obce Tuřany v okrese Kladno.